# 叠石岩寺
叠石岩寺，位于中国广东省汕头市南澳县深澳镇金山村，现为南澳县文物保护单位，类型为古建筑，公布时间为1992年8月15日。
叠石岩寺的历史年代为清代。